# Drosophila icteroscuta
Drosophila icteroscuta este o specie de muște din genul Drosophila, familia Drosophilidae, descrisă de Wheeler în anul 1949. Conform Catalogue of Life specia Drosophila icteroscuta nu are subspecii cunoscute.